# من پیش از تو (فیلم)
من پیش از تو (انگلیسی: Me Before You) یک فیلم درام رمانتیک آمریکایی به کارگردانی تیا شروک که برپایه رمانی به همین نام، نوشتهٔ جوجو مویز ساخته شده‌است. امیلیا کلارک، سم کلفلین، جانت مک‌تیر و چارلز دنس از بازیگران این فیلم هستند. داستان فیلم دربارهٔ ویل ترینر ماجراجو است که همواره به ورزش‌های مخاطره‌آمیزی چون صخره‌نوردی می‌پردازد، در اوج جوانی و تندرستی و دارایی پیشامدی برایش رخ می‌دهد و به لحظه‌ای زندگیش دگرگون می‌شود و در این میان لوییزا کلارک مسئولیت نگهداری از او را به عهده می‌گیرد. من پیش از تو به‌ دست وارنر برادرز در ۳ ژوئن ۲۰۱۶ در ایالات متحده اکران شد.

## داستان
پس از گذشت دو سال از تصادف ویل ترینر، پیش‌آمد تازه‌ای در زندگی او رخ می‌دهد. لوییزا کلارک (امیلیا کلارک) پس از کار در کافه‌ای که تعطیل شد، پیشه خود را از دست داده و باید پیشه تازه‌ای پیدا کند؛ بنابراین می‌پذیرد از ویل ترینر نگهداری کند. او یک پسر پولدار ، پرکار و ورزشکار بوده و به گونه بسیاری از زندگی خود راضی بوده ولی پس از تصادف با موتورسیکلت، از ناحیهٔ گردن به پایین کاملاً فلج شده و دیگر زندگی پیشین خود را نمی‌تواند داشته باشد. نخست، ویل رفتار سردی با لوییزا دارد، ولی بزودی با یکدیگر دوست می‌شوند و نسبت به هم ابراز احساسات می‌کنند؛ اگرچه لوییزا یک دوست پسر بی‌ملاحظه و دوندهٔ ماراتون به نام پاتریک دارد. لوییزا متوجه می‌شود ویل به والدینش ۶ ماه زمان داده تا او را برای اتانازی به سوئیس ببرند؛ چون نمی‌تواند با درد و رنج ناتوانیش کنار بیاید و زندگی اکنونش را نپذیرفته. در این میان لوییزا مخفیانه تصمیم می‌گیرد کاری کند تا دیدگاه ویل را عوض کند. پس او را به جاهایی می‌برد تا به ویل ثابت کند که زندگی ارزش ماندن را دارد. ولی، در واپسین سفر خود به جزیرهٔ موریس، ویل اعتراف می‌کند که دیدگاهش جابه‌جا نشده و نخواهد کرد و برآن است مرگ آسان را انجام دهد و می‌خواهد لوییزا او را همراهی کند. دل لوییزا می‌شکند و تا پایان سفر سخنی نمی‌گوید. وقتی به خانه می‌رسند، او به سوییس می‌رود تا در واپسین لحظات، ویل را ببیند. پس از مرگ ویل، برپایه سفارشش به لوییزا پولی می‌رسد تا تحصیلاتش را ادامه دهد و به خوبی زندگی کند و به دنبال اهدافش برود.

## بازیگران
- امیلیا کلارک در نقش لوییزا کلارک
- سم کلفلین در نقش ویلیام ترینر
- جنا کولمن در نقش کاترینا کلارک
- جانت مک‌تیر در نقش کامیلا ترینر
- چارلز دنس در نقش استیون ترینر
- متیو لوئیس در نقش پاتریک
- برندن کویل در نقش برنارد کلارک
- ونسا کربی در نقش آلیسیا
- استیو پیکاک در نقش نیتن
- سامانتا اسپیرو در نقش جوزی کلارک
- جوانا لامبی در نقش مری راولینسون
- بن لوید-هیوز در نقش روپرت کالینز